# Pristomyrmex eduardi
Pristomyrmex eduardi é uma espécie de formiga do gênero Pristomyrmex, pertencente à subfamília Myrmicinae.